# Папа на один день
«Папа на один день» (исп. Papá por un día) — аргентинский фильм с участием Николаса Кабре, Луисаны Лопилато и Химены Аккарди, вышедший 6 августа 2009 в Аргентине.

## Сюжет
Федерико (Николас Кабре) — тренер команды женского хоккейного клуба самого высокого уровня и собирается вступить в брак с Сесилией (Химена Аккарди), которая является одной из его игроков и дочью Президента клуба. Отец Федерико, которого он не видел десять лет, переносит инфаркт. Перед тем, как умереть, он просит у сына позаботиться о Тини (Хульета Поджио), его дочери 8 лет. Жизнь Федерико меняется сразу. Давление, которое чувствует этот молодой тренер из-за новой реальности и ближайшего супружества, усиливается, когда он узнает Хульету (Луисана Лопилато), капитана команды хоккея, которую тренировал его отец. Когда Федерико принимает решение прислушаться к своему сердцу и начать новую жизнь, Сесилия, его невеста, делает всё возможное для того, чтобы он вернулся к прежней жизни и они поженились. Хульета и Сесилия сталкиваются в национальном финале по хоккею как капитаны команд и как две женщины, которые борются за любовь Федерико.
Решение Федерико, неизбежное супружество с Сесилией и игра Хульеты породят неожиданный конец, полный нежностью и эмоциями.

## В ролях
- Николас Кабре — Федерико
- Луисана Лопилато — Хульета
- Химена Аккарди — Сесилия
- Мигель Анхель Родригес — Тито
- Бой Олми — отец Сесилии
- Патрисия Соса — Беба
- Гого Андреу — Лоренсо
- Хульета Поджио — Тини
- Густаво Гарсон — Элисео
- Инес Паломбо — Тереса